# Поляк Семен Йосипович
Поляк Семен Йосипович (31.12.1894 — 1955) — радянський медичний діяч, кандидат медичних наук

## Життєпис
Народився в м. Гайсині Вінницької області 31 грудня 1894. У 1927 закінчив Одеський медінстут. Після завершення навчання в ординатурі з патологічної анатомії і судовій медицині працював з 1931 по 1936 на посаді міського судмедексперта Сталінського міського відділу охорони здоров'я. Одночасно зарахований асистентом кафедри патологічної анатомії медичного інституту.
У 1940 захистив дисертацію на вчений ступінь кандидата наук. У 1941 евакуйований з медінститутом у м. Андижан (Узбекистан), де працював у міській лікарні.
У березні 1942 добровільно вступив до лав Червоної Армії. У квітні 1943 — начальник хірургічного відділення евакогоспіталю, військовий лікар 2-го рангу. З квітня 1943 по жовтень 1945 судмедексперт, майор медичної служби Брянського, Ленінградського, 2-го Прибалтійського фронтів.
З армії демобілізований по інвалідності в 1945 і повернувся в Сталіно, де продовжував роботу в Донецькому медичному інституті.
Помер в 1955 в м. Донецьку.

## Науковий внесок
Автор 27 наукових публікацій.

## Нагороди
- орден Червоної Зірки
- медаль «За перемогу над Німеччиною».